# ميونخ: حافة الحرب
ميونخ: حافة الحرب (بالإنجليزية: Munich – The Edge of War)‏ هو فيلم دراما بريطاني عن معاهدة ميونخ والأجواء التي سبقتها.
عرض الفيلم على منصة نتفليكس في 21 يناير 2022.

## أبطال الفيلم
- جيرمي أيرونز في دور نيفيل تشامبرلين.
- جورج ماكاي في دور الدبلوماسي هيو ليغات.
- ساندرا هولر في دور هيلين وينتر.
- ليف ليزا فرايز في دور لنيا.
- يانيس نيفونر في دور بول فون هارتمان.
- أوجست ديل في دور فرانز ساور.
- جيسيكا براون فيندلي في دور باميلا ليغات.
- اولريش ماتيس في دور أدولف هتلر.
- أنجلي موهيندرا في دور جوان مينزيس
- مارتن كيفر [الألمانية] في دور هاينريش هيملر.

كما ظهر في أدوار صامتة:
- دومينيكو فورتوناتو [الإيطالية] في دور بينيتو موسوليني.
- ستيفان بوشيه [الفرنسية] في دور إدوار دلادييه.

## روابط خارجية
- ميونخ: حافة الحرب على موقع IMDb (الإنجليزية)
- ميونخ: حافة الحرب على موقع ميتاكريتيك (الإنجليزية)
- ميونخ: حافة الحرب على موقع روتن توميتوز (الإنجليزية)
- ميونخ: حافة الحرب على موقع نتفليكس (الإنجليزية)
- ميونخ: حافة الحرب على موقع قاعدة بيانات الأفلام العربية
- ميونخ: حافة الحرب على موقع ألو سيني (الفرنسية)
- ميونخ: حافة الحرب على موقع أول موفي (الإنجليزية)
- ميونخ: حافة الحرب على موقع قاعدة بيانات الفيلم (الإنجليزية)
- ميونخ: حافة الحرب على موقع ليتربوكسد (الإنجليزية)
- ميونخ: حافة الحرب على موقع كينوبويسك (الروسية)